# Sol (col·loide)
Un sol és un col·loide constituït per partícules sòlides molt petites en un medi líquid continu. Els sols són bastant estables i mostren l'efecte Tyndall.
Exemples en són teixits vius com ara la sang, els fluids cel·lulars. Químicament són sols de macromolècules orgàniques. Substàncies naturals inerts com ara el fang i productes tecnològics com la tinta pigmentada, la pintura, o una solució tensioactiva per sobre de la concentració crítica de micel·la.